# Alexey Pajitnov
Alexey Leonidovich Pajitnov (em russo:  Алексей Леонидович Пажитнов, ou Aleksei Leonidovich Pazhitnov; Moscou, 16 de abril de 1955) é um engenheiro de computação nascido na União Soviética, hoje radicado nos Estados Unidos. Tornou-se conhecido mundialmente por ter criado o jogo Tetris quando trabalhava para o Centro de Computação da Academia Soviética de Ciências, nos anos 1980.

## Biografia
Alexey nasceu em 1955, em Moscou. Quando criança, era fã de quebra-cabeças e pentaminós. Estudou matemática aplicada no Instituto de Aviação de Moscou, onde fez mestrado na mesma área. Começou a trabalhar com reconhecimento de fala para o Centro de Computação Dorodnitsyn, onde desenvolveria o Tetris. Ao criar o Tetris, Alexey admitiu que o pentaminó foi uma de suas principais inspirações. 
O jogo foi criado em 1984, junto de dois colegas, Dmitry Pavlovsky e Vadim Gerasimov. Na época, estava disponível apenas na União Soviética e em 1986 apareceu pela primeira vez no Ocidente. Alexey também criou o Welltris, continuação do Tetris e que era igual ao antecessor, mas era em um ambiente em 3D, onde o jogador vê os blocos de cima.
O Tetris foi licenciado e gerenciado pela empresa soviética ELORG, que tinha o monopólio de importar e exportar hardware e software na União Soviética, inclusive com o slogan "Dá Rússia com amor". Como Alexey era empregado do Estado, não recebeu direitos autorais por sua criação.
Junto do colega Vladimir Pokhilko, Alexey emigrou para os Estados Unidos em 1991 e em 1996 fundou a The Tetris Company com Henk Rogers. Em outubro de 1996, Alexey começou a trabalhar para a Microsoft, onde ficou até 2005.

## Vida pessoal
Alexey Pajitnov tinha um filho, Dmitri Pajitnov, estudante de medicina na Universidade St. George, fã de esqui e esportes na neve. Ele morreu em um acidente de esqui no Monte Rainier, em 2017 e foi sepultado no cemitério Calvary, em Seattle.

## Prêmios
Em 1996, a GameSpot o nomeou o quarto mais influente desenvolvedor de jogos da história. Em março de 2007, recebeu o Game Developers Choice Awards, por seu pioneirismo em jogos casuais.
Em junho de 2009, recebeu um prêmio honorário da LARA - Der Deutsche Games Award, na Alemanha. Em 2012, a IGN o incluiu na sua lista dos 5 mais incríveis jogos da indústria.

## Visões políticas
Após a invasão russa da Ucrânia em 2022, Pajitnov emitiu um comunicado condenando a guerra e afirmando estar "certo de que Putin e seu regime odioso cairão e o modo de vida pacífico normal será restaurado na Ucrânia e, esperançosamente, na Rússia".

## Games
| Título                                              | Ano  | Plataforma                                                  |
| --------------------------------------------------- | ---- | ----------------------------------------------------------- |
| Tetris                                              | 1984 | Electronika 60, IBM-PC                                      |
| Welltris                                            | 1989 | Amiga, Atari ST, Commodore 64, DOS, Macintosh & ZX Spectrum |
| Faces                                               | 1990 | Amiga, DOS, Macintosh                                       |
| Hatris                                              | 1990 | TurboGrafx-16, Arcade, Game Boy & NES                       |
| Knight Move                                         | 1990 | Famicom Disk System (Japan)                                 |
| Wordtris                                            | 1991 | DOS, Game Boy, Classic Mac OS, SNES                         |
| El-Fish                                             | 1993 | DOS                                                         |
| Knight Moves                                        | 1995 | Windows                                                     |
| Ice & Fire                                          | 1995 | Windows, Macintosh                                          |
| Tetrisphere                                         | 1997 | Nintendo 64                                                 |
| Microsoft Entertainment Pack: The Puzzle Collection | 1997 | Windows & Game Boy Color                                    |
| Microsoft Pandora's Box                             | 1999 | Windows                                                     |
| Microsoft A.I. Puzzler                              | 2001 | Windows                                                     |
| Hexic                                               | 2003 | Windows                                                     |
| Hexic HD                                            | 2005 | Xbox 360                                                    |
| Dwice                                               | 2006 | Windows                                                     |
| Hexic 2                                             | 2007 | Xbox 360                                                    |
| Marbly                                              | 2013 | iOS                                                         |